# Das Internat (Webserie)
Das Internat ist eine deutsche Webserie, die das Leben von Jugendlichen in einem fiktiven Internat behandelt. Die Serie wurde zwischen 2020 und 2022 beim Video-on-Demand-Anbieter Joyn unter dem Label „Joyn Original“ veröffentlicht.

## Inhalt
Die Serie behandelt Ereignisse im Leben Jugendlicher, die das fiktive Elite-Internat F.LY. (Felicitates Lyceum) besuchen.
Da in den Schulferien Asbest in den Schlafsälen der Jungen gefunden wurde, müssen zu Beginn des neuen Schuljahres Zimmer neu und teilweise gemischt belegt werden. Des Weiteren muss aufgrund der Renovierungskosten auch das allseits beliebte Sommerfest ausfallen. Zudem konkurrieren die Schüler des Internats mit anderen Jugendlichen aus einem Gymnasium im Dorf. Am Ende der ersten Staffel muss das Internat aufgrund eines Streichs des Schülers Ben und einiger Schüler des Gymnasiums im Dorf, der einen Wasserrohrbruch zur Folge hat, geräumt werden.
Der Wasserrohrbruch hat zur Folge, dass die Schüler des Internats am Anfang der zweiten Staffel in ein Ökozentrum umziehen, wohin sie in der 4. Staffel erneut zurückkehren. Ab Folge 2.14 kehren die Schüler ins Internat zurück, wobei die Schulleitung wechselt und von Pius Schmolke übernommen wird. Das hat zur Folge, dass die Regeln im Internat sehr viel strenger werden. Ab Folge 3.01 übernimmt dann wiederum Susanne Meyer-Stäblein die Leitung und lockert die Regeln wieder. Nachdem in Folge 4.15 ein Blindgänger aus dem Zweiten Weltkrieg gefunden wird, geht das Internat in Folge 4.16 in Flammen auf und wird zerstört.
Im Verlauf der Serie werden aber auch ernstere Themen wie Drogenkonsum, Sexismus [u. a. im Bereich Catcalling] und Glücksspielsucht behandelt.

## Besetzung

### Hauptdarsteller
| Rollenname                                  | Schauspieler                                        | Hauptrolle (Episoden)                 | Nebenrolle (Episoden)  | Beschreibung |
| Schülerdarsteller                           | Schülerdarsteller                                   | Schülerdarsteller                     | Schülerdarsteller      | Schülerdarsteller |
| ------------------------------------------- | --------------------------------------------------- | ------------------------------------- | ---------------------- | --- |
| Antonio „Toni“ Corleone                     | Mario Novembre                                      | 1.01–4.16                             |                        | Schüler im Internat, Zimmergenosse von Ben |
| Aiden Goldberg                              | Nathan Goldblat                                     | 1.01–2.12                             |                        | Schüler im Internat, in einer Beziehung mit Ann-Kathrin (bis 1.06) verletzt sich in 2.12 schwer und liegt ab 2.13 im Koma                                                           |
| Luna Kaiser                                 | Annika „Nika“ Sofie                                 | 1.01–2.14                             | 4.16                   | Schülerin im Internat, Zimmergenossin von Sophie, geht in 2.14 zu ihrem Freund Chris nach Namibia, Gastauftritt in Folge 4.16                                                       |
| Michael „Mike“ Müller                       | Marvin Holm                                         | 1.01–1.12, 2.07–2.24                  | 3.01–3.18, 4.07–4.16   | Schüler im Internat, Zimmergenosse von Ben (1.01–1.05), wohnt anschließend bei seinen Eltern im Dorf, geht ab 2.20 auf die Schule im Dorf und eröffnet später seine eigene Pizzeria |
| Sophie von Roeder                           | Lisa Küppers                                        | 1.01–4.16                             |                        | Schülerin im Internat, Zimmergenossin von Luna (1.01–2.14) und Zoe (ab 3.01) |
| Ann-Kathrin „Kat“ Sommer                    | Payton Ramolla                                      | 1.01–3.06, 3.21–4.16                  |                        | Schülerin im Internat, in einer Beziehung mit Aiden (bis 1.06) |
| Mia Peters                                  | Luana Knöll                                         | 1.01–3.20                             | 4.01–4.02              | Schülerin im Internat, Zimmergenossin von Ella, geht zur Dance-Acedemie, macht anschließend ein Studienjahr in Japan                                                                |
| Benjamin „Ben“ Furr                         | Leon Pelz                                           | 1.01–4.16                             |                        | Schüler im Internat, Zimmergenosse von Mike (1.01–1.05), Aiden (1.06–1.12) und Toni (ab 2.14)                                                                                       |
| Nicole „Nick“ Lyons                         | Chany Dakota                                        | 1.04–3.19                             | 4.08 S                 | Austauschschülerin aus den USA, geht in 3.19 zurück nach L. A. |
| Jeannie Meyer-Stäblein                      | Leoobalys                                           | 2.01–4.16                             | 1.03, 1.09, 1.12       | Schülerin eines Gymnasiums, Tochter von Susanne Meyer-Stäblein |
| Ella Brentano                               | Lea Mirzanli                                        | 2.13–4.16                             |                        | neue Schülerin im Internat, Zimmergenossin von Mia |
| Lenny Klostermann                           | Finn Schöwing                                       | 2.13–4.16                             |                        | neuer Schüler im Internat |
| Zoe Norberg                                 | Ivana Novembre                                      | 3.01–4.16                             | 2.21, 2.22             | neue Schülerin im Internat |
| Alfonso „Fonsi“                             | Nashawn Schäfer                                     | 3.01–4.16                             |                        | neuer Schüler im Internat |
| Nikita                                      | Lilly Joan Gutzeit                                  | 4.01–4.16                             |                        | neue Schülerin im Internat, Halb-Schwester von Tassilo |
| Tassilo Ehrenwag Hagenfürst von Lichtenfels | Rene Rednau                                         | 4.01–4.16                             |                        | neuer Schüler im Internat, Halb-Bruder von Nikita, Fürst von Lichtenfels |
| Linus Clemens                               | Lukas „White“ Leonhardt                             | 4.06–4.16                             | 1.03, 1.09, 1.11, 3.18 | neuer Schüler im Internat, ging zuvor zum Gymnasium im Dorf |
| Erwachsenendarsteller                       |                                                     |                                       |                        | |
| Susanne Meyer-Stäblein                      | Sonya Kraus                                         | 1.01–1.07, 1.10, 1.12–2.17, 2.23–4.16 |                        | Direktorin des Internats, hat eine geheime Beziehung mit Jonas Heckenberger |
| Jonas „Hecki“ Heckenberger                  | Chris Irslinger                                     | 1.01–1.10, 1.12–2.16                  |                        | neuer Biologie-Referendar im Internat, hat eine geheime Beziehung mit Susanne Meyer-Stäblein, bekommt einen Job im Studienrat                                                       |
| Pius Schmolke                               | Stephen A. Sikder                                   | 2.13–2.24                             | 3.20, 3.21             | vorübergehender Direktor im Internat |
| Guido Witwer                                | Bernhard Bozian(2.14–2.24) Frederik Bott(3.01–4.16) | 2.14–4.16                             |                        | neuer Lehrer im Internat |
| Frau Kovac                                  | Jana Riva                                           | 2.16–4.16                             |                        | neue Sportlehrerin im Internat |
| Ladi                                        | Raed                                                | 4.03–4.16                             | 3.16, 3.17             | Arbeiter in Mike's Pizzeria |

Anmerkungen
1. ↑  Wird seit Folge 1 als Hauptdarstellerin geführt, tritt jedoch erst ab Folge 4 auf.

### Neben- und Gastdarsteller
| Rollenname              | Schauspieler                          | Episoden                                                                   | Beschreibung                                                                     |                   |
| Schülerdarsteller       | Schülerdarsteller                     | Schülerdarsteller                                                          | Schülerdarsteller                                                                | Schülerdarsteller |
| ----------------------- | ------------------------------------- | -------------------------------------------------------------------------- | -------------------------------------------------------------------------------- | ----------------- |
|                         | Keanu Rapp                            | 1.03, 1.07, 1.09, 1.11                                                     | Schüler des Gymnasiums im Dorf                                                   |                   |
|                         | HeyMoritz                             | 1.03, 1.07, 1.09, 1.11                                                     | Schüler des Gymnasiums im Dorf                                                   |                   |
| Polly Corleone          | Sydney Ramolla                        | 2.16–2.20                                                                  | Schwester von Toni                                                               |                   |
| Fabian                  | Lukas Schmidt                         | 3.05–3.20                                                                  | Freund von Jeannie, sitzt ab Folge 3.20 im Gefängnis                             |                   |
| Sebastian               | Franz Warnek                          | 3.18, 4.06, 4.09–4.13                                                      | Gangmitglied von Fabian                                                          |                   |
| Max                     | Tim Francis                           | 4.12–4.13                                                                  | Bruder von Fabian                                                                |                   |
| Erwachsenendarsteller   |                                       |                                                                            |                                                                                  |                   |
| Herr Reichardt „Reichi“ | Anselm Roser                          | 1.01–1.04, 1.06, 1.10, 1.12, 2.01–3.21                                     | Hausmeister des Internats                                                        |                   |
| Ralf Furr               | Tim Hendrik Walter alias Herr Anwalt  | 1.01, 1.02 S, 1.04 S, 1.08 S, 1.11 S, 2.01–2.14, 2.20 S, 3.01 S, 3.11–3.12 | Geschäftsmann, Vater von Ben Furr, sitzt ab 2.14 im Gefängnis, kommt wieder frei |                   |
| Herr Werner             | Torge Oelrich                         | 1.07                                                                       | Sekretär im Internat                                                             |                   |
| Todd Summers            | Peter Volksdorf                       | 2.01                                                                       | Leiter der Tanzschule, welche Mia später besucht                                 |                   |
| Kurt Steiner            | David Steffen                         | 2.02–2.12                                                                  | Leiter des Ökozentrum                                                            |                   |
| Jamona Steiner          | Natascha Kuch                         | 2.02–2.12                                                                  | Leiterin des Ökozentrum                                                          |                   |
| Erik Eichwald           | Raphael Groß                          | 2.03–2.06                                                                  | Naturexperte                                                                     |                   |
| AveMoves                | AveMoves                              | 2.07                                                                       | pflegt Toni wieder fit                                                           |                   |
|                         | Linus Heinzler                        | 2.19                                                                       | Pizzabote                                                                        |                   |
| Herr Goldberg           | Lars Joermann                         | 2.23–2.24                                                                  | Vater von Aiden Goldberg, Geschäftsmann                                          |                   |
|                         | Alexander R.Koch                      | 3.03, 3.20                                                                 | Pfarrer des Internats                                                            |                   |
| Alex Orban              | Laura M. Soons                        | 3.08–3.17                                                                  | Mitarbeiterin im Casino                                                          |                   |
|                         | Dirk Emmert                           | 3.09–3.17                                                                  | Inhaber des Casinos                                                              |                   |
| Markus                  | Markus Hirsch                         | 3.10–3.19, 4.12–4.16                                                       | Karatelehrer des Internats                                                       |                   |
|                         | Lisa Wildmann                         | 3.12–3.14                                                                  | Spielerin im Casino                                                              |                   |
|                         | Jan Zimmermann alias Gewitter im Kopf | 3.12–3.14                                                                  | Spieler im Casino                                                                |                   |
|                         | Tim Lehmann alias Gewitter im Kopf    | 3.12–3.14                                                                  | Spieler im Casino                                                                |                   |
|                         | Anika Teller                          | 3.16, 3.17                                                                 | Spielerin im Casino                                                              |                   |
| Ritchy                  | Curd Berger                           | 4.01–4.16                                                                  | Hausmeister des Internats                                                        |                   |
| Carla                   | Jess Maura                            | 4.06–4.16                                                                  | Pferdestallbesitzerin                                                            |                   |
| Major Scheffelmeier     | MC Fitti                              | 4.08                                                                       | Soldat bei der Bundeswehr                                                        |                   |
|                         | Marius Hubel                          | 4.09                                                                       | Vater von Tassilo und Nikita                                                     |                   |
| Dr. Ross                | Dr. Kisch                             | 4.09                                                                       | Behandelte Tassilo im Krankenhaus                                                |                   |

## Produktion und Veröffentlichung
Produziert wird die Webserie von den Produzenten Stephanie Schettler-Köhler und Manuel Uhlitzsch durch die deutsche Produktionsfirma Pantaflix Studios unter der Beteiligung der Executive Producer Sebastian Lang sowie Lena Wickert von Joyn nach einer Idee von Lang. Die Besetzung besteht hauptsächlich aus deutschen Social-Media-Persönlichkeiten und Influencern.
Die erste Staffel wurde im August 2020 im Jugendhaus auf dem Michaelsberg in Cleebronn, Baden-Württemberg gedreht. Während Melina Natale und Melanie Müller-Ittstein die Drehbücher geschrieben haben, war Müller-Ittstein ebenfalls als Regisseurin tätig. Die erste Staffel mit zwölf Episoden wurde ab Mitte Oktober 2020 beim Video-on-Demand-Anbieter Joyn veröffentlicht.
Aufgrund des Erfolgs der Serie in der Zielgruppe der Zuschauer zwischen 14 und 20 Jahren wurde die Serie um eine weitere Staffel verlängert. Die zweite Staffel wurde im Januar und Februar 2021 erneut unter der Leitung von Melanie Müller-Ittstein als Regisseurin gedreht. Gedreht wurde abermals in Cleebronn sowie erstmals auf dem Haigern in Talheim. Neben der Hauptbesetzung aus der ersten Staffel sind fünf neue Hauptdarsteller verpflichtet worden. Die zweite Staffel mit 24 Episoden wird seit Ende April 2021 beim Video-on-Demand-Anbieter Joyn veröffentlicht.
Am 26. Juli 2021 wurde der Drehstart der dritten Staffel auf Instagram bekanntgegeben. Diesmal wurde zudem im Hotel Gerl in Salzburg und am Gut Aiderbichl gedreht.
Für die vierte Staffel wurde erneut in Cleebronn sowie erstmals auf dem Haigern in Talheim gedreht.

## Episodenliste

### Staffel 1
Die erste Staffel wurde vom 15. Oktober bis zum 19. November 2020 beim Video-on-Demand-Anbieter Joyn veröffentlicht. Dabei wurden wöchentlich zwei neue Folgen zum Abruf bereitgestellt.
| Nr. (ges.) | Nr. (St.) | Originaltitel               | Erstveröffentlichung Deutschland | Länge   |
| ---------- | --------- | --------------------------- | -------------------------------- | ------- |
| 1          | 1         | Zimmer-Roulette             | 15. Nov. 2020                    | 14 Min. |
| 2          | 2         | Flitter-Tage                | 15. Nov. 2020                    | 17 Min. |
| 3          | 3         | Triple-Double               | 22. Nov. 2020                    | 14 Min. |
| 4          | 4         | Aussteigen                  | 22. Nov. 2020                    | 15 Min. |
| 5          | 5         | Wahrheit oder Pflicht       | 29. Nov. 2020                    | 15 Min. |
| 6          | 6         | Stuhlkreis                  | 29. Nov. 2020                    | 14 Min. |
| 7          | 7         | Spielzeug-Börse             | 5. Nov. 2020                     | 16 Min. |
| 8          | 8         | Traumfänger                 | 5. Nov. 2020                     | 12 Min. |
| 9          | 9         | Geburtstags-Überraschung    | 12. Nov. 2020                    | 17 Min. |
| 10         | 10        | Läuse-Zirkus aka Flohwalzer | 12. Nov. 2020                    | 15 Min. |
| 11         | 11        | Fertig machen               | 19. Nov. 2020                    | 15 Min. |
| 12         | 12        | Wasserspiele                | 19. Nov. 2020                    | 16 Min. |

### Staffel 2
Die zweite Staffel wurde vom 19. April 2021 bis zum 11. Juni 2021 beim Video-on-Demand-Anbieter Joyn veröffentlicht. Dabei wurde wöchentlich montags, mittwochs und freitags jeweils eine neue Folge zum Abruf bereitgestellt.
| Nr. (ges.) | Nr. (St.) | Originaltitel | Erstveröffentlichung Deutschland | Länge   |
| ---------- | --------- | ------------- | -------------------------------- | ------- |
| 13         | 1         | Folge 1       | 19. Apr. 2021                    | 17 Min. |
| 14         | 2         | Folge 2       | 21. Apr. 2021                    | 19 Min. |
| 15         | 3         | Folge 3       | 23. Apr. 2021                    | 18 Min. |
| 16         | 4         | Folge 4       | 26. Apr. 2021                    | 18 Min. |
| 17         | 5         | Folge 5       | 28. Apr. 2021                    | 15 Min. |
| 18         | 6         | Folge 6       | 30. Apr. 2021                    | 15 Min. |
| 19         | 7         | Folge 7       | 3. Mai 2021                      | 15 Min. |
| 20         | 8         | Folge 8       | 5. Mai 2021                      | 14 Min. |
| 21         | 9         | Folge 9       | 7. Mai 2021                      | 13 Min. |
| 22         | 10        | Folge 10      | 10. Mai 2021                     | 16 Min. |
| 23         | 11        | Folge 11      | 12. Mai 2021                     | 16 Min. |
| 24         | 12        | Folge 12      | 14. Mai 2021                     | 11 Min. |
| 25         | 13        | Folge 13      | 17. Mai 2021                     | 14 Min. |
| 26         | 14        | Folge 14      | 19. Mai 2021                     | 19 Min. |
| 27         | 15        | Folge 15      | 21. Mai 2021                     | 15 Min. |
| 28         | 16        | Folge 16      | 24. Mai 2021                     | 14 Min. |
| 29         | 17        | Folge 17      | 26. Mai 2021                     | 13 Min. |
| 30         | 18        | Folge 18      | 28. Mai 2021                     | 15 Min. |
| 31         | 19        | Folge 19      | 31. Mai 2021                     | 11 Min. |
| 32         | 20        | Folge 20      | 2. Juni 2021                     | 14 Min. |
| 33         | 21        | Folge 21      | 4. Juni 2021                     | 15 Min. |
| 34         | 22        | Folge 22      | 7. Juni 2021                     | 14 Min. |
| 35         | 23        | Folge 23      | 9. Juni 2021                     | 15 Min. |
| 36         | 24        | Folge 24      | 11. Juni 2021                    | 18 Min. |

### Staffel 3
Die dritte Staffel wurde ebenfalls beim Video-on-Demand-Anbieter Joyn veröffentlicht.
| Nr. (ges.) | Nr. (St.) | Originaltitel | Länge   |
| ---------- | --------- | ------------- | ------- |
| 37         | 1         | Folge 1       | 13 Min. |
| 38         | 2         | Folge 2       | 13 Min. |
| 39         | 3         | Folge 3       | 16 Min. |
| 40         | 4         | Folge 4       | 15 Min. |
| 41         | 5         | Folge 5       | 13 Min. |
| 42         | 6         | Folge 6       | 14 Min. |
| 43         | 7         | Folge 7       | 13 Min. |
| 44         | 8         | Folge 8       | 13 Min. |
| 45         | 9         | Folge 9       | 16 Min. |
| 46         | 10        | Folge 10      | 15 Min. |
| 47         | 11        | Folge 11      | 18 Min. |
| 48         | 12        | Folge 12      | 13 Min. |
| 49         | 13        | Folge 13      | 18 Min. |
| 50         | 14        | Folge 14      | 13 Min. |
| 51         | 15        | Folge 15      | 16 Min. |
| 52         | 16        | Folge 16      | 15 Min. |
| 53         | 17        | Folge 17      | 14 Min. |
| 54         | 18        | Folge 18      | 13 Min. |
| 55         | 19        | Folge 19      | 15 Min. |
| 56         | 20        | Folge 20      | 16 Min. |
| 57         | 21        | Folge 21      | 14 Min. |
| 58         | 22        | Folge 22      | 14 Min. |
| 59         | 23        | Folge 23      | 15 Min. |
| 60         | 24        | Folge 24      | 14 Min. |

### Staffel 4
Die vierte und finale Staffel wurde beim Video-on-Demand-Anbieter Joyn veröffentlicht. Dabei sind jeden Donnerstag 2 neue Folgen erschienen.
| Nr. (ges.) | Nr. (St.) | Originaltitel | Länge   |
| ---------- | --------- | ------------- | ------- |
| 61         | 1         | Folge 1       | 16 Min. |
| 62         | 2         | Folge 2       | 13 Min. |
| 63         | 3         | Folge 3       | 16 Min. |
| 64         | 4         | Folge 4       | 12 Min. |
| 65         | 5         | Folge 5       | 13 Min. |
| 66         | 6         | Folge 6       | 14 Min. |
| 67         | 7         | Folge 7       | 13 Min. |
| 68         | 8         | Folge 8       | 15 Min. |
| 69         | 9         | Folge 9       | 12 Min. |
| 70         | 10        | Folge 10      | 15 Min. |
| 71         | 11        | Folge 11      | 11 Min. |
| 72         | 12        | Folge 12      | 10 Min. |
| 73         | 13        | Folge 13      | 14 Min. |
| 74         | 14        | Folge 14      | 12 Min. |
| 75         | 15        | Folge 15      | 15 Min. |
| 76         | 16        | Folge 16      | 18 Min. |